# Stephen Wright (Bischof)

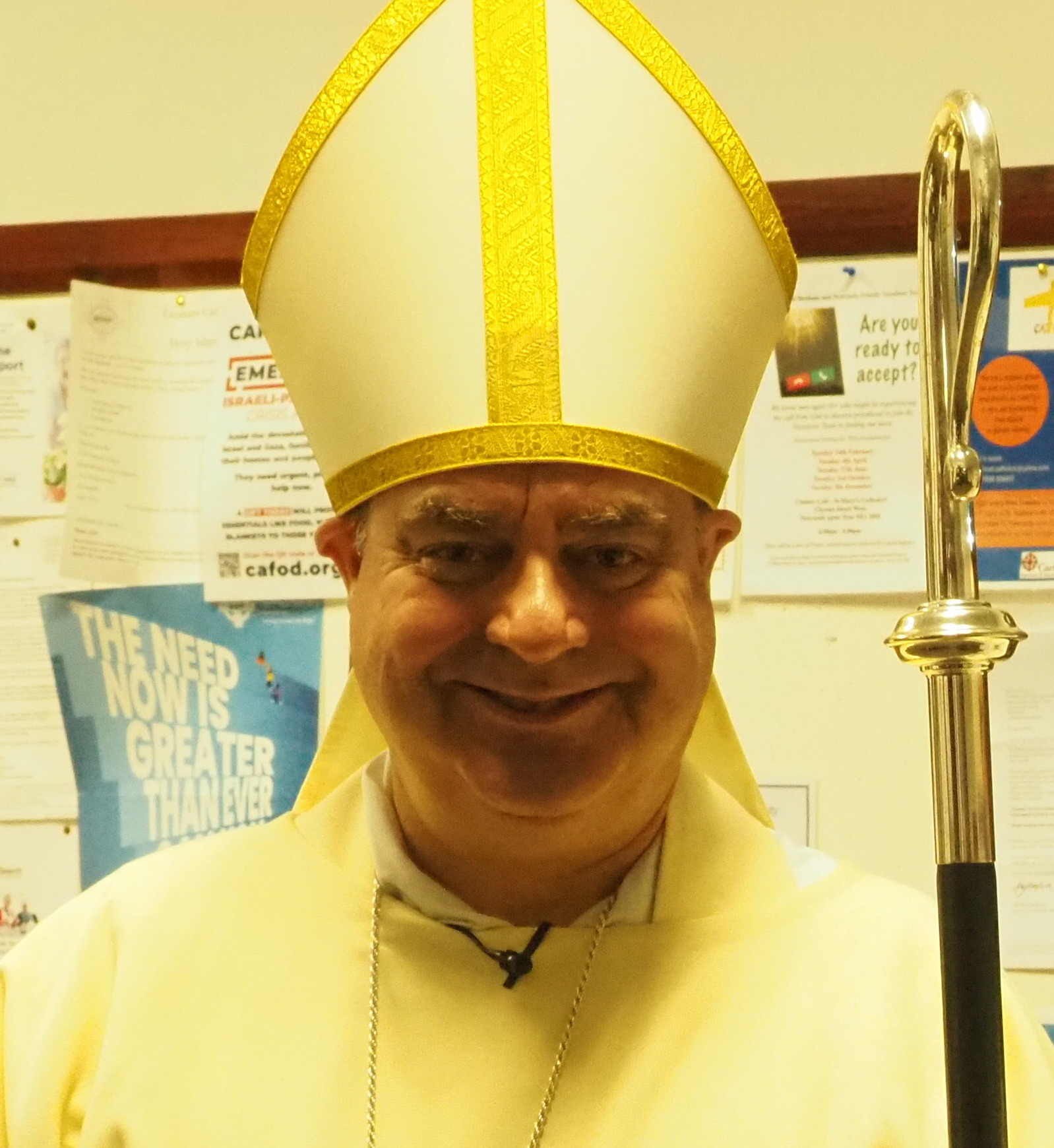
Stephen Wright

Stephen James Lawrence Wright (* 9. Oktober 1970 in Stafford) ist ein britischer römisch-katholischer Geistlicher und Bischof von Hexham und Newcastle.

## Leben
Stephen Wright besuchte die Bower Norris RC Primary School und die Blessed William Howard RC Secondary School in Stafford. 1992 erlangte er an der University of Leicester einen Abschluss im Fach Rechtswissenschaft und wurde 1993 als Anwalt zugelassen. Später studierte er Philosophie und Katholische Theologie zunächst am St. Mary’s College in Oscott (1993–1995) und danach an der Päpstlichen Universität Gregoriana in Rom (1995–2000), wo er im Jahr 2000 das Lizenziat im Fach Katholische Theologie erwarb. Während seiner Studienzeit in Rom war er Alumnus des Päpstlichen Englischen Kollegs. Wright empfing am 9. September 2000 in der Kirche St. Austin in Stafford durch den Erzbischof von Birmingham, Vincent Nichols, das Sakrament der Priesterweihe für das Erzbistum Birmingham.
Nach der Priesterweihe war Stephen Wright zunächst als Kaplan an der Archbishop Ilsley RC Secondary School in Birmingham und als Pfarrvikar der Pfarrei Corpus Christi in Stechford tätig, bevor er 2003 Pfarrvikar und 2004 schließlich Pfarrer der Pfarrei St. Joseph in Banbury sowie Kaplan an der dortigen Blessed George Napier RC Secondary School wurde. Von 2007 bis 2019 war er Pfarrer der Pfarrei St. Mary in Burton upon Trent und von 2007 bis 2012 zusätzlich Kaplan am Burton Hospital. Ab 2012 war Wright zudem Bischofsvikar für die Ordensleute sowie ab 2019 Generalvikar des Erzbistums Birmingham und Trustee des Diözesanfonds. Außerdem gehörte er bereits ab 2016 dem Bischofsrat und der diözesanen Kinderschutzkommission an. Ferner koordinierte er ab 2018 die Vorbereitung und Durchführung der Independent Inquiry into Child Sexual Abuse (IICSA) im Erzbistum Birmingham. Außerdem war er auf nationaler Ebene Mitglied des Council to assist Independent Inquiry into Child Sexual Abuse.
Am 18. März 2020 ernannte ihn Papst Franziskus zum Titularbischof von Ramsbiria und zum Weihbischof in Birmingham. Der Erzbischof von Birmingham, Bernard Longley, spendete ihm und David Evans am 9. Oktober desselben Jahres in der St. Chad’s Cathedral in Birmingham die Bischofsweihe; Mitkonsekratoren waren der Weihbischof in Birmingham, William Kenney CP, und der emeritierte Weihbischof in Birmingham, David Christopher McGough. Als Weihbischof war Wright für den nördlichen Teil des Erzbistums Birmingham, der Staffordshire und das Black Country umfasst, zuständig. Ferner war er ab März 2020 Domherr an der St. Chad’s Cathedral und Ehrendomherr an der anglikanischen Kathedrale von Lichfield. Außerdem fungierte er als Vorsitzender des Kuratoriums des Diocesan Kenelm Youth Trust sowie ab 2021 als Trustee und ab April 2023 schließlich als Vorsitzender des Kuratoriums der Catholic Agency for Overseas Development (CAFOD). Er war Trustee des Caritas Social Action Network (CSAN) und des Churches Legislation Advisory Service (CLAS) und gehörte dem bischöflichen Beratungsgremium der Catholic Safeguarding Standards Agency (CSSA) an. Darüber hinaus gehört Wright in der Bischofskonferenz von England und Wales der Kommission für soziale Gerechtigkeit an.
Papst Franziskus bestellte ihn am 14. Juni 2023 zum Bischof von Hexham und Newcastle. Die Amtseinführung erfolgte am 19. Juli desselben Jahres.